# Allons enfants (film 2020)
Allons enfants (La Troisième Guerre) è un film del 2020 diretto da Giovanni Aloi, al suo esordio alla regia di un lungometraggio, con protagonisti Anthony Bajon, Karim Leklou e Leïla Bekhti.

## Trama
Léo è un giovane militare francese appena assegnato all'antiterrorismo: come i suoi commilitoni, altri giovani uomini educati nel culto dell'azione, Léo vive i ripetitivi e noiosi incarichi di pattugliamento e sorveglianza delle strade della capitale con una certa tensione che non tarderà ad esplodere.

## Distribuzione
Il film è stato presentato in anteprima il 6 settembre 2020 nella sezione Orizzonti della 77ª Mostra internazionale d'arte cinematografica di Venezia. La data d'uscita francese, fissata per febbraio 2021, è stata posticipata in seguito alla nuova chiusura delle sale dovuta alla pandemia di COVID-19; il film è stato infine distribuito nelle sale cinematografiche francesi a partire dal 22 settembre 2021.
È stato distribuito in Italia da I Wonder Pictures in contemporanea nelle sale cinematografiche e sulla piattaforma streaming IWONDERFULL a partire dal 19 ottobre 2021.

## Riconoscimenti
- 2020 - Mostra internazionale d'arte cinematografica[1]
  - In concorso (Orizzonti)